# Sancti Spíritus (ort i Spanien, Extremadura)
Sancti Spíritus är en ort i Spanien.   Den ligger i provinsen Provincia de Badajoz och regionen Extremadura, i den centrala delen av landet, 210 km sydväst om huvudstaden Madrid. Sancti Spíritus ligger 486 meter över havet och antalet invånare är 239.
Terrängen runt Sancti Spíritus är platt västerut, men österut är den kuperad. Terrängen runt Sancti Spíritus sluttar västerut. Runt Sancti Spíritus är det mycket glesbefolkat, med 3 invånare per kvadratkilometer. Närmaste större samhälle är Talarrubias, 14,5 km nordväst om Sancti Spíritus. Trakten runt Sancti Spíritus består i huvudsak av gräsmarker.